# نارلیک (جیحان)
نارلیک {{ترکی|Narlık) (به ارمنی: Թախդալը) یک منطقهٔ مسکونی در ترکیه است که در جیحان واقع شده‌است.